# ファン・フェルナンデス諸島

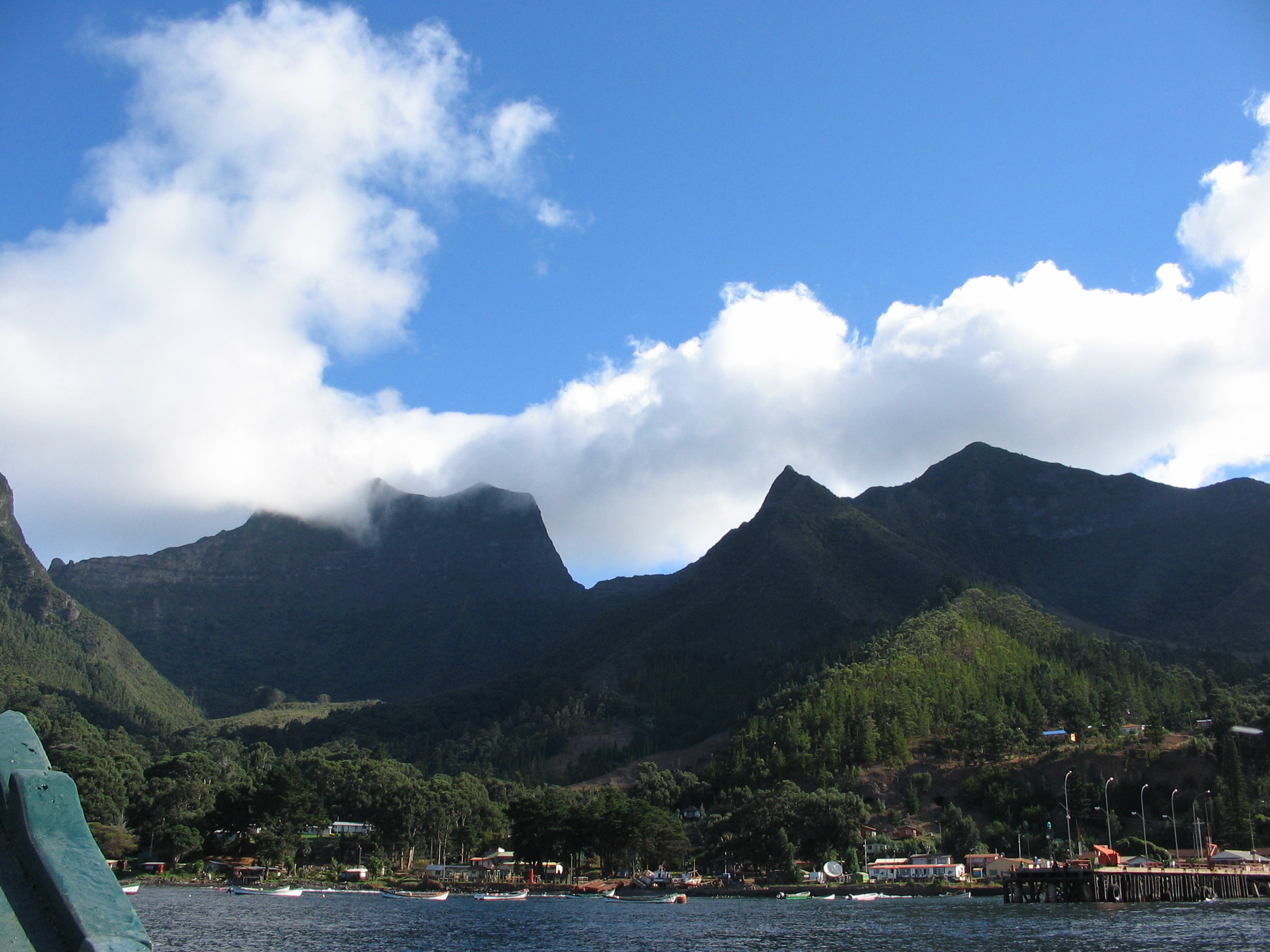
ロビンソン・クルーソー島

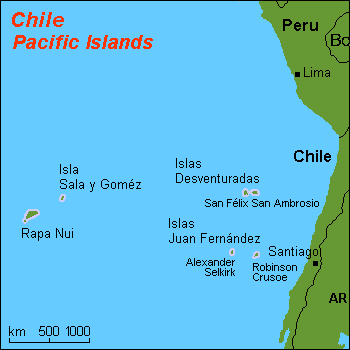
チリの島

ファン・フェルナンデス諸島（ファンフェルナンデスしょとう、英語：Juan Fernandez Islands、- 群島とも）とは、チリの沖合い約670キロメートルの太平洋上のロビンソン・クルーソー島（旧名マサティエラ島）、アレハンドロ・セルカーク島、サンタ・クララ島の3つの島からなる島々。行政上はバルパライソ州に属する。岩肌がむき出した地形の火山性の諸島である。南緯33度・西経80度付近に位置し、チリ本土との間にはペルー・チリ海溝があってペルー海流が北上する。

## 概要
1574年か1563年ごろにスペインの航海者、フアン・フェルナンデスによって発見された。
ファン・フェルナンデス諸島は国立公園に指定されており、諸島には11種の国有鳥類を始め、一度は絶滅しかけたファンフェルナンデスアシカが生息している。
面積182平方キロメートル、中心地はロビンソン・クルーソー島のサン・ファン・バウティスタである。
18世紀初頭にスコットランド人航海長アレキサンダー・セルカークが置き去り刑にされ、その後、救助されるまでの4年間、一人で生きていたことで知られ、アレハンドロ・セルカーク島は、彼の名前に由来する。また、セルカークの経験をモデルにダニエル・デフォーの小説『ロビンソン・クルーソー』が書かれたと考えられており、諸島最大の島（93平方キロメートル）だったマサティエラ島は、1966年にロビンソン・クルーソー島と改名された。
島々にはラクトリス・フェルナンデジアナ、木生シダのThyrsopteris elegans、Cuminia eriantha var. fernandezia、キャベツノキ、ロビンソンクルーソーパーム、Megalachne属、Podophorus bromoides、Robinsonia属、Selkirkia berteroi、Centaurodendron属などの131種の固有種の植物が生え、特に森林での植物種は100%が固有種である。一帯にはフェルナンデスベニイタダキハチドリ、フェルナンデスカラタイランチョウ、フェルナンデスオットセイなどの動物が生息しており、1977年にユネスコの生物圏保護区に指定された。

## 交通
ロビンソン・クルーソー島に ロビンソン・クルーソー飛行場がある。